# En nombre del amor (álbum)
En nombre del amor es el duodécimo álbum del cantante Venezolano Trino Mora. Fue producido y dirigido por J.L.Armenteros y P.Herrero, arreglos de Jesus Gluck, José Juan Almela y J.L.Armenteros y lanzado por Top Hits entre los años 1978 y 1979 Este álbum contiene el éxito "Las flores de la distancia".

## Listado de canciones
1. «En nombre del amor»
2. «Por ti»
3. «Cariño bésame»
4. «Alondra del río»
5. «El barco partirá»
6. «Me marcharé»
7. «Las flores de la distancia»
8. «Escríbeme»
9. «Esta noche no»
10. «Babel»

## Créditos
- Arranged By – Jesús Gluck, José Juan Almela, J.L.Armenteros*
- Directed By, Producer – J.L.Armenteros*, P. Herrero*
- Executive Producer – Jose Climent
- Recorded By – Santiago Coello
- Vocals – Trino Mora

- Datos: Q25412167